# Kotulinští z Kotulína
Kotulinští z Kotulína, svobodní páni z Křížkovic (německy Kottulinsky von Kottulin, Freiherren von Křížkowitz) byli český šlechtický rod původem ze Slezska zmiňovaný od 16. století. Později se rod usadil také ve Štýrsku.

## Historie
Magdalena Anděla Radecká z Radče přinesla roku 1658 svému manželovi Kryštofu Ferdinandu Kotulinskému z Kotulína panství Bílé Poličany, Velehrádek a Rohoznice v Jičínském okrese, které v rodě zůstaly až do roku 1804, kdy je hrabě František Josef Kotulinský prodal Kocům z Brtnice.
Jindřich Kotulinský, pán na Pohořelce v Opavském okrese byl roku 1547 zabit v boji s Janem Kryštofem Tvardavou z Tvardavy. Bratr zabitého Jindřicha, Jiří Kotulinský pak byl poručníkem jeho nezletilých synů Mikuláše a Hanuše, od nichž později odkoupil Pohořelku. Jiříkův syn Ctibor panství roku 1571 prodal Janu Švejnicovi z Pilmersdorfu na Fulneku.
Jiří Mořic Kotulinský z Kotulína se oženil s Annou Marií Mošovskou z Moravčiny na Benešově v pruském Slezsku, která dříve zdědila část Jistebníku na Opavsku.
Fantišek Karel Kotulinský z Kotulína a Křížkovic byl c. k. tajným radou, komorníkem a vrchním úředním radou Horno- a Dolnoslezského vévodství. 26. února 1706 byl povýšen do hraběcího stavu v Čechách.
Inkviziční soudce Boblig z Edelstadtu společně s hejtmanem Kotulinským z Kotulína v roce 1680 přesvědčili olomouckého biskupa Karla II. z Lichtenštejna-Kastelkornu, aby sestavil vyšetřovací komisi, která měla za cíl odsoudit oblíbeného katolického duchovního Kryštofa Aloise Lautnera (1622–1685)

## Majetek

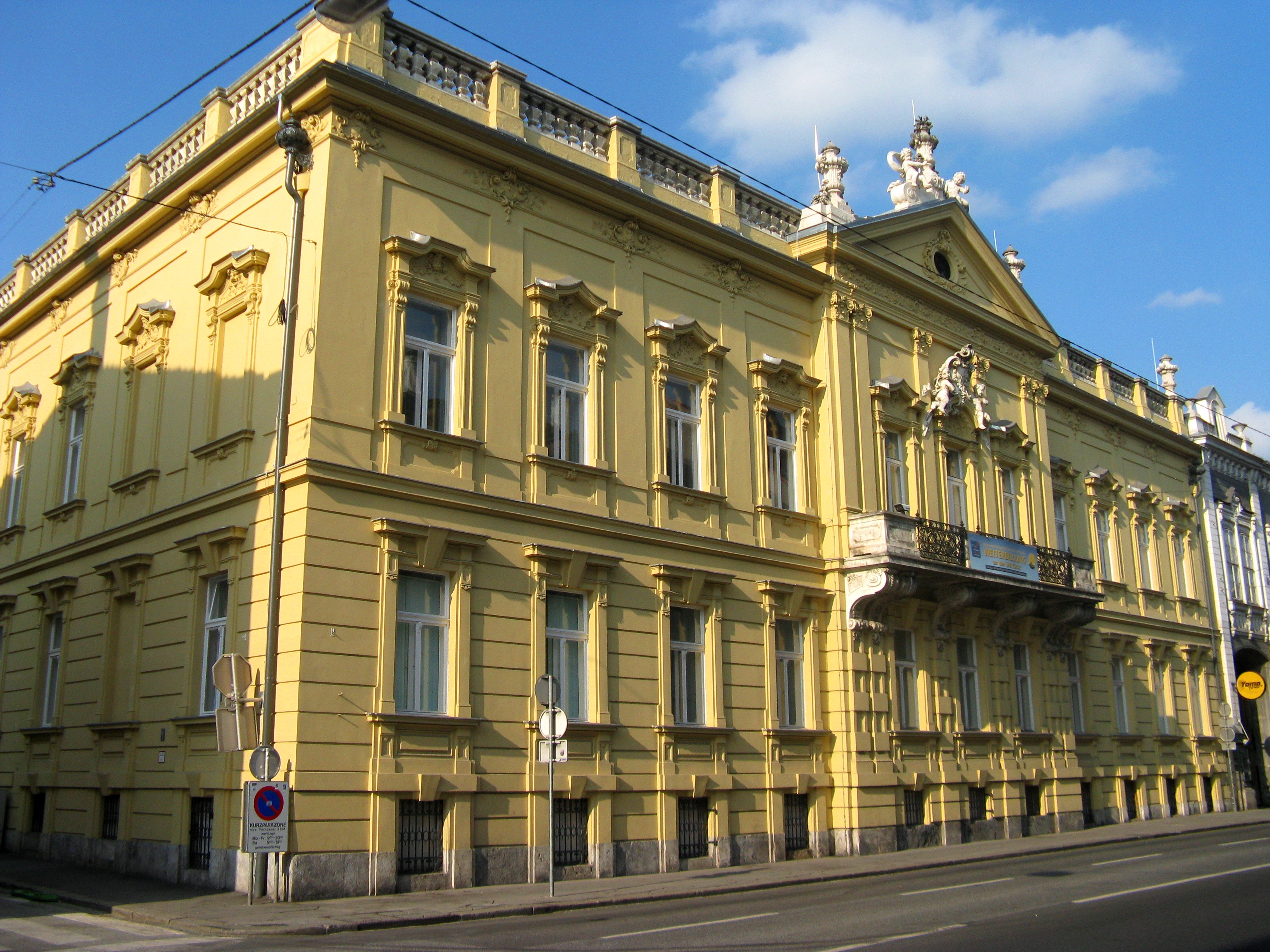
Městský palác Kotulinských ve Štýrském Hradci

Rod Kotulinských vlastnil panství ve Slezsku, na Opavsku a východních Čechách. Patřila jim např. panství Sosnová, nebo klasicistní městský palác Kotulinských ve Štýrském Hradci.

## Osobnosti rodu
- Albrecht Kotulinský z Kotulína (poč. 17. století), majitel Sosnové na Opavsku
- Otto Kotulinský z Kotulína (poč. 17. století), majitel Dědic u Třebíče
- Marie Anna Kotulinská z Křížkovic (1707–1788), dcera Františka Karla hraběte Kottulinského, lichtenštejnská kněžna jako manželka knížete Josefa Jana Adama z Lichtenštejna, po jeho smrti provdaná za politika Jana Karla Chotka z Chotkova
- František Josef Hodický z Hodic byl třikrát ženat, poprvé s Annou Magdalenou hraběnkou z Trauttmansdorffu, podruhé s Barborou Sokolovskou ze Sokolova a po její smrti potřetí v roce 1708 s Marií Filipínou z Carretta. Když v roce 1727 zemřel, zůstala po něm dcera Anděla z Carretta byla vdaná za Josefa Ignáce Kotulínského, syn Matyáš Antonín byl nejvyšším sudím knížecí Opavského a Krnovského, zemřel v roce 1762
- Alžběta Kotulinská z Kotulína (* 1850), matka Marie Alžběty Dobřenská z Dobřenic, manželky následníka brazilského císařského trůnu Petra z Orléans-Braganzy, matka Marie Františky Orleánské z Braganzy
- Karel Kunata Kotulinský hrabě z Kotulína (1877–1939) syn Jana Dobřenského z Dobřenic, Alžběta Kotulinská z Kotulína
- Jan Vojtěch Kotulinský hrabě z Kotulína (1913–1984), rakouský politik za ÖVP, syn Karla Kunaty a Marie Terezie z Merana
- Kunata Jan Ignác Kotulinský (1914-2004), rakouský manažer a funkcionář
- Teodora Kotulinská baronka z Kotulína (* 1921), dcera Karla Kunaty Kotulinského z Kotulína a Marie Terezie z Merana
- Freddy Kottulinsky (Winfried Philippe Adalbert Karl Graf Kottulinsky Freiherr von Kottulin, 1932-2010) automobilový závodník
- Mikaela Åhlin-Kottulinsky (* 1992), automobilová závodnice, vnučka Freddyho Kotulinského